# Kanumarathon

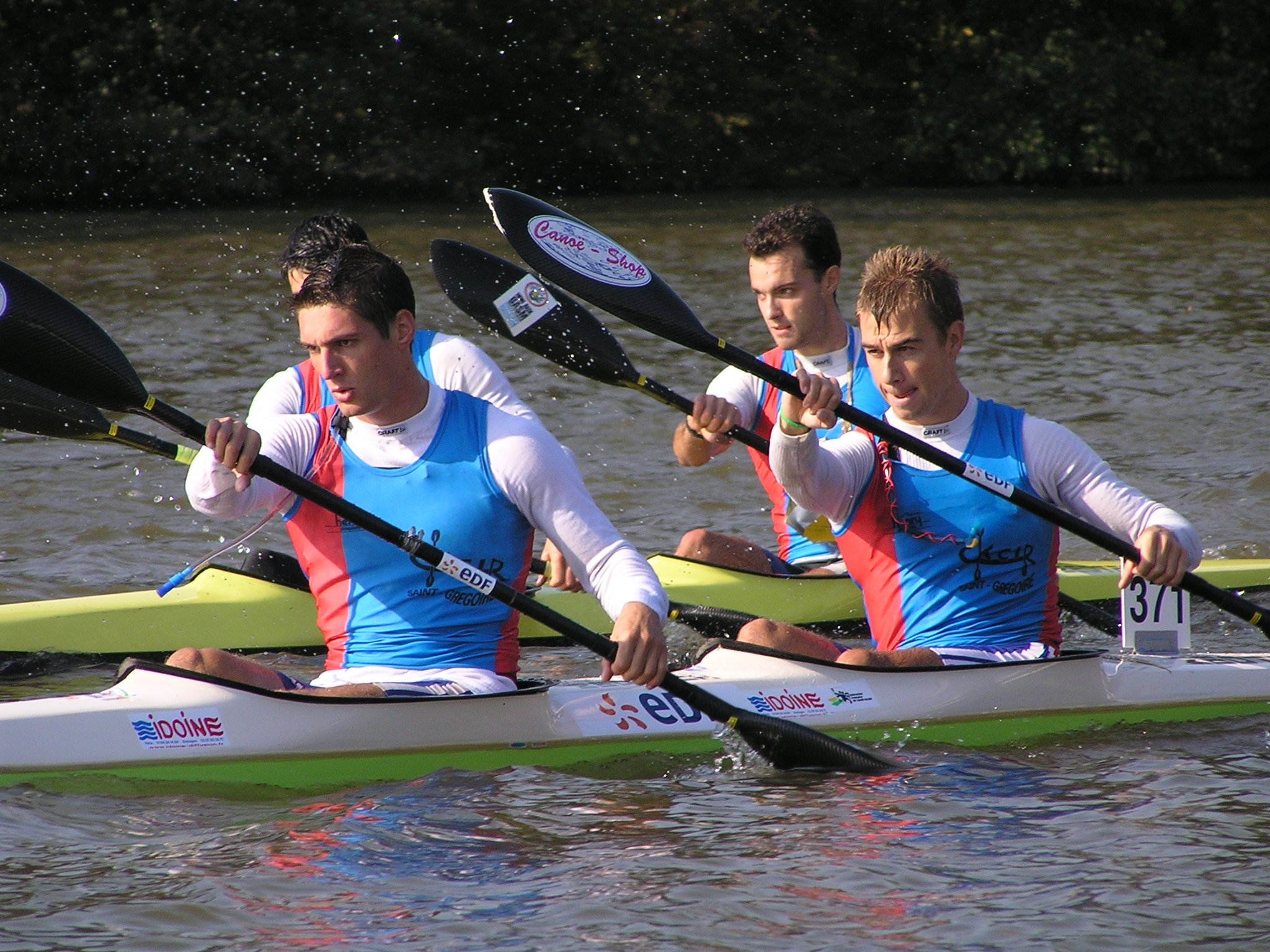
Zweier-Kajaks beim Kanumarathon.

Kanumarathon ist eine Langstreckendisziplin des Kanurennsports. Ausgetragen werden die Rennen auf natürlichen Gewässern und Kanälen, gestartet wird heutzutage zumeist im Massenstart, vereinzelt auch im Le-Mans-Start.

## Streckenlänge
Wettkämpfe werden traditionell über die klassische Marathondistanz von 42,195 km oder auch längere Distanzen (bis 500 km) ausgetragen. Seit einigen Jahren sind auch kürzere Distanzen (in der Leistungsklasse ab 25 km) möglich. International übliche Wettkampfklassen sind Einer- und Zweier-Kajak (Herren und Damen) (K1/K2) sowie Einer- und Zweier-Canadier (nur Herren) (C1/C2). Bei einzelnen Wettkämpfen gibt es auch Rennen im Vierer-Kajak.

## Portagen
Besonderheit sind Umtragestellen, so genannte Portagen, bei denen die Boote über oft mehrere hundert Meter über Land getragen werden müssen. Die Sportler tragen ihr Boot dabei meist auf der Schulter. Bei traditionell auf einem natürlichen Flusslauf ausgetragenen Wettkämpfen waren solche Umtragestellen erforderlich, um vorhandene Hindernisse wie Wehre und Schleusen zu passieren. Auch als man in den 1990er Jahren dazu überging, Marathonrennen meistens auf Rundkursen zu absolvieren, wurden die Portagen beibehalten, da der Übergang von Paddel- zu Laufstrecken für Zuschauer besonders interessant ist und der Wechsel auch körperlichen Schäden durch einseitige Bewegung vorbeugen soll.

## Boote
Gestartet wird im Allgemeinen in Booten aus dem Kanurennsport, auf Wildwasserstrecken z. T. auch in Wildwasserabfahrtsbooten. Im Spitzenbereich werden hier verstärkt spezielle Marathonboote eingesetzt werden, die einen Kompromiss aus beiden Bootsarten darstellen. Marathonboote müssen im Kanumarathon ein Gewicht von mindestens 8 Kilogramm im (K1/C1) bzw. 12 Kilogramm im (K2/C2) haben und dürfen damit leichter sein als entsprechende Boot im Kanurennsport. Die Längenmaße sind wie im Kanurennsport festgelegt auf 5,20 m für die Einer und 6,50 m für die Zweier. Im Kanumarathon ist der Einbau einer Lenzpumpe zulässig, mit der durch Wellengang oder Spritzer in den Bootsrumpf eingedrungenes Wasser abgepumpt werden kann.

## Wettkämpfe
Internationale Wettkämpfe im Kanumarathon finden ca. seit den 1970er Jahren statt. Seit 1980 wurde von der Internationalen Kanu-Föderation jährlich ein mehrere Stationen umfassender Grand-Prix-Wettbewerb ausgetragen. Saisonhöhepunkt war das Grand-Prix-Finale, das die Bezeichnung "Weltcup" trug und die inoffizielle Weltmeisterschaft darstellte. 
Seit 1988 veranstaltet die ICF zunächst im zweijährlichen, später im jährlichen Rhythmus Weltmeisterschaften; zunächst nur für die Leistungs-, später auch für die Juniorenklasse. Kanu-Marathon war zudem Einladungssportart bei den World Games 2013 in Cali und schließlich offizielle Wettkampfsportart der World Games 2022. 
Darüber hinaus gibt es eine Weltcup-Serie mit drei jährlich wechselnden Stationen sowie zahlreiche sonstige Wettbewerbe mit z. T. internationaler Beteiligung. Berühmt sind hier die Marathons auf der Ardèche und der Sella.

## Kanumarathon in Deutschland
Kanumarathon ist im Deutschen Kanu-Verband als Teil des Ressorts Kanurennsport organisiert. Deutsche Meisterschaften im Kanu-Marathon werden seit 1988 jährlich ausgetragen. Während die deutschen Kanurennsportler weltweit führend sind, gewinnen die deutschen Marathonkanuten nur gelegentlich internationale Medaillen. Den ersten Weltmeistertitel der Leistungsklasse sicherten sich Antje Manfroni und die spätere Olympiasiegerin Anett Schuck im Zweier-Kajak der Damen im Jahr 1992. Bei der Kanu-Marathon WM 2011 in Singapur konnte Matthias Ebhardt, vom Kanu Club Wiking Bochum, den Titel im Einer-Canadier (C1) für Deutschland erringen. 
Deutsche Marathonstrecken sind unter anderem der Isar-Marathon, ein Abschnitt der Ems bei Rheine oder die Regattastrecke Beetzsee in Brandenburg an der Havel.